# Černobilska regija
Černobilska regija (ukrajinsko: Чорнобильський район, Chornobyl’s’kyi raion; rusko: Чернобыльский район, Černobilsko območje) je bila ena izmed 26 regij upravnih območij (okrožij) Kijevske oblasti na severu Ukrajine. Regija je bila ustanovljena leta 1923, njeno središče pa je bilo Černobil. 
Po černobilski nesreči leta 1986 je bil večji del območja onesnažen z radioaktivnostjo, številni naseljeni kraji v regiji pa so bili vključeni v Černobilsko izključitveno območje, ki je uradno določeno območje za izključitev okoli kraja nesreče.